# CV-865
La carretera CV-865 es una carretera autonómica valenciana que comunica Elche con Santa Pola. Formaba parte de la descatalogada C-3317. En su tramo Elche - Santa Pola tiene una longitud de 12 kilómetros, siendo el p.k.0 el extremo de Elche y el p.k. 12 el extremo de Santa Pola. Esta vía permite comunicar Elche con Santa Pola directamente y de una manera rápida.

## Nomenclatura
La carretera CV-865 pertenece a la red de carreteras secundarias de la Generalidad Valenciana. Su nombre viene de la CV (que indica que es una carretera autonómica de la Comunidad Valenciana) y el 865 es el número que recibe dicha carretera, según el orden de nomenclaturas de las carreteras de la Comunidad Valenciana.

## Trazado actual
Comienza en Elche. Durante su recorrido, atraviesa varias urbanizaciones de la zona, y  9 kilómetros después, enlaza con la CV-851 mediante una rotnda, a partir de este punto te adentras en el término municipal de Santa Pola donde la carretera adquiere parámetros de vía parque con 2 carriles por sentido con algunas rotondas a lo largo de 3 kilómetros más donde tiene una intersección con la CV-92 a partir de este punto se adentra ya en el casco urbano de Santa Pola. Existen varias semirotondas a lo largo de la carretera. 
- Datos: Q5737687